# Reci, Covasna
Reci (în maghiară Réty) este satul de reședință al comunei cu același nume din județul Covasna, Transilvania, România. Se află în partea de nord-est a județului,  în Depresiunea Sfântu Gheorghe. In anul 1964 fostul sat Comolău a fost contopit cu localitatea Reci, astfel că in zilele noastre Comolău constituie partea nordică a acesteia.

## Așezare
Localitatea Reci este situată în partea centrală a județului Covasna, pe malul drept al râului Negru, la o altitudine de 548 m, pe DN11 (Brașov-Bacău).

## Istoric
Prima atestare documentară datează din anul 1334.
Cu ocazia săpăturilor arheologice efectuate între anii 1957-1959, pe malul drept al râului Negru, în locul numit "Telek" s-a constatat existența unei bogate așezări neolitice.  Aici au fost descoperite trei locuințe și două morminte aparținând culturii Tisa, materiale arheologice aparținând culturilor Boian, Cucuteni-Ariușd, Bodrogkeresytúr, Coțofeni și Noua, precum și vestigii din epoca bronzului (cultura Wietenberg) și din prima epocă a fierului.
Epoca dacică este de asemenea marcată prin descoperirea unei locuiri dacice din epoca La Téne, căreia îi aparține o monedă de tip Vîrtejul-București. Tot în acest loc s-au descoperit materiale romane, o locuire din secolul al IV-lea reprezentănd cultura Sântana de Mureș-Cerneahov. Pe malul drept a râului Negru s-a mai descoperit o așezare și un mormânt de inhumație (distrus) din secolele X-XI. Din secolul al XIII-lea au rămas urmele unei biserici romanice (din care se mai păstrează absida) peste o necropolă din secolul al XII-lea.

## Economie
Economia acestei localități este bazată în special pe agricultură (cultivarea suprafețelor de teren cu porumb, ovăz, cartofi), creșterea animalelor și în mică parte pe activități comerciale.

## Obiective turistice
- Biserica reformată din secolul al XIII-lea
- Castrul roman de la Comolău
- Moara țărănească din secolul al XIX-lea
- Rezervația naturală Mestecănișul de la Reci (48,2 ha)

## Imagini

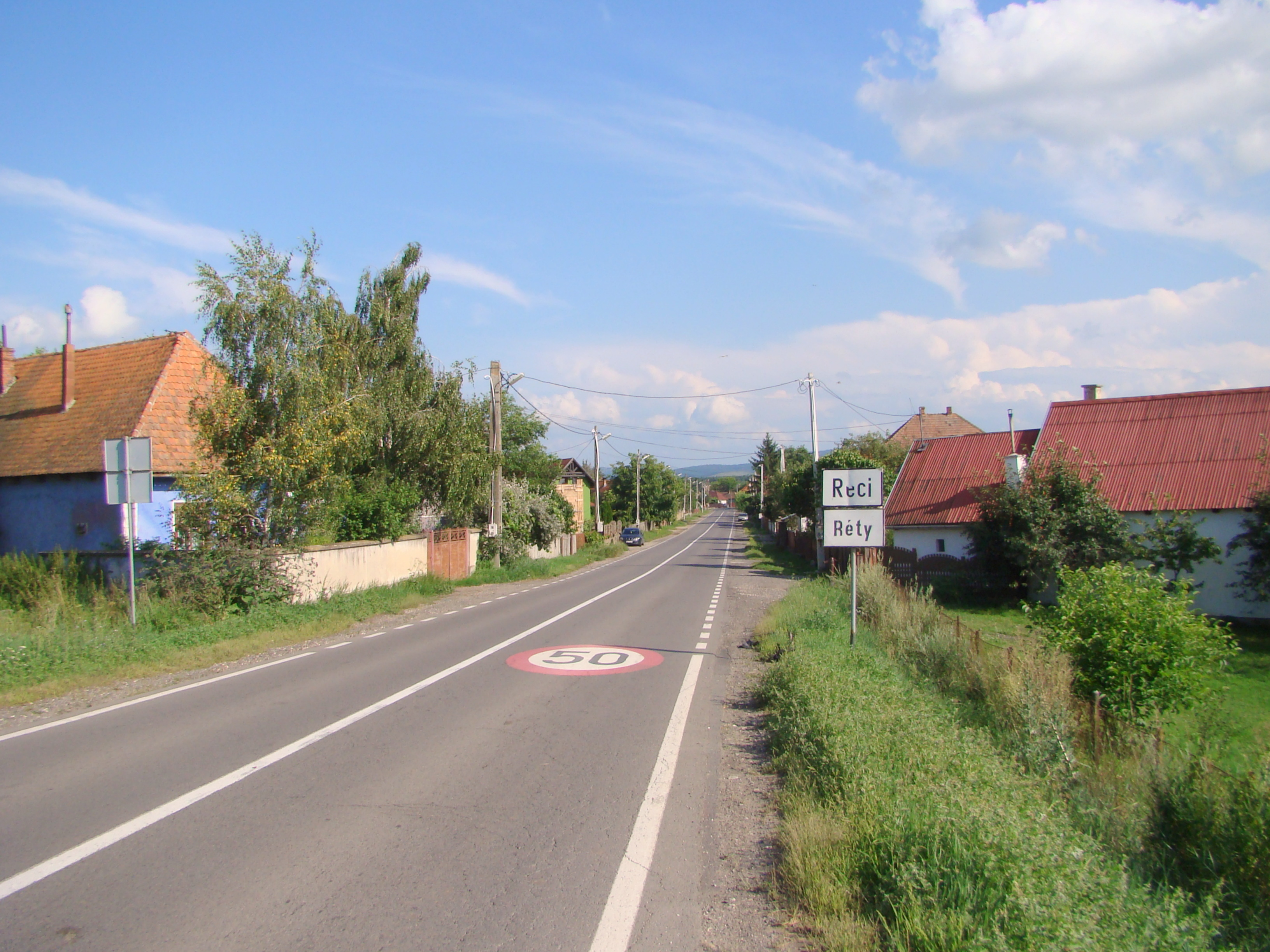
Intrarea în localitate
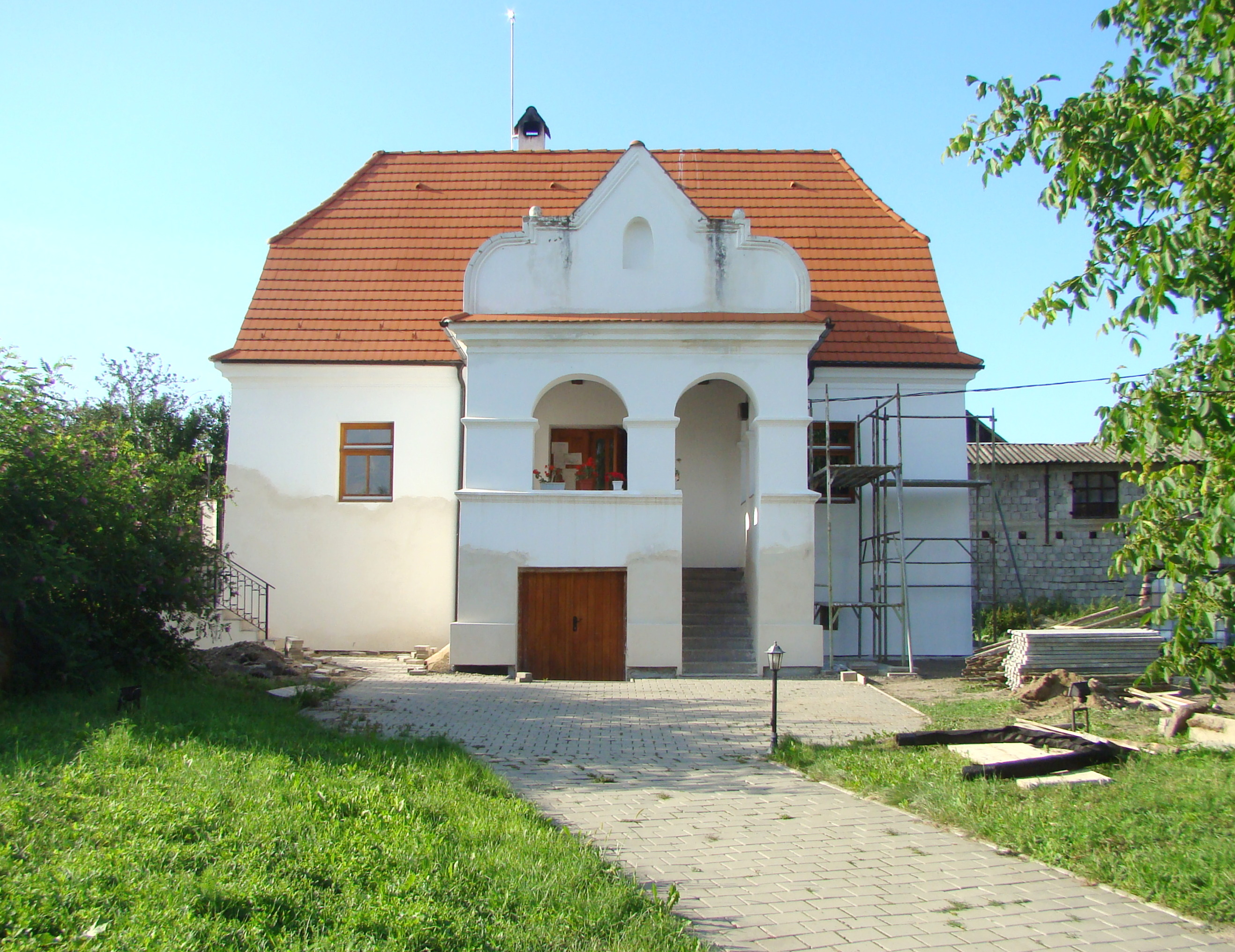
Casa Salamon (monument istoric)
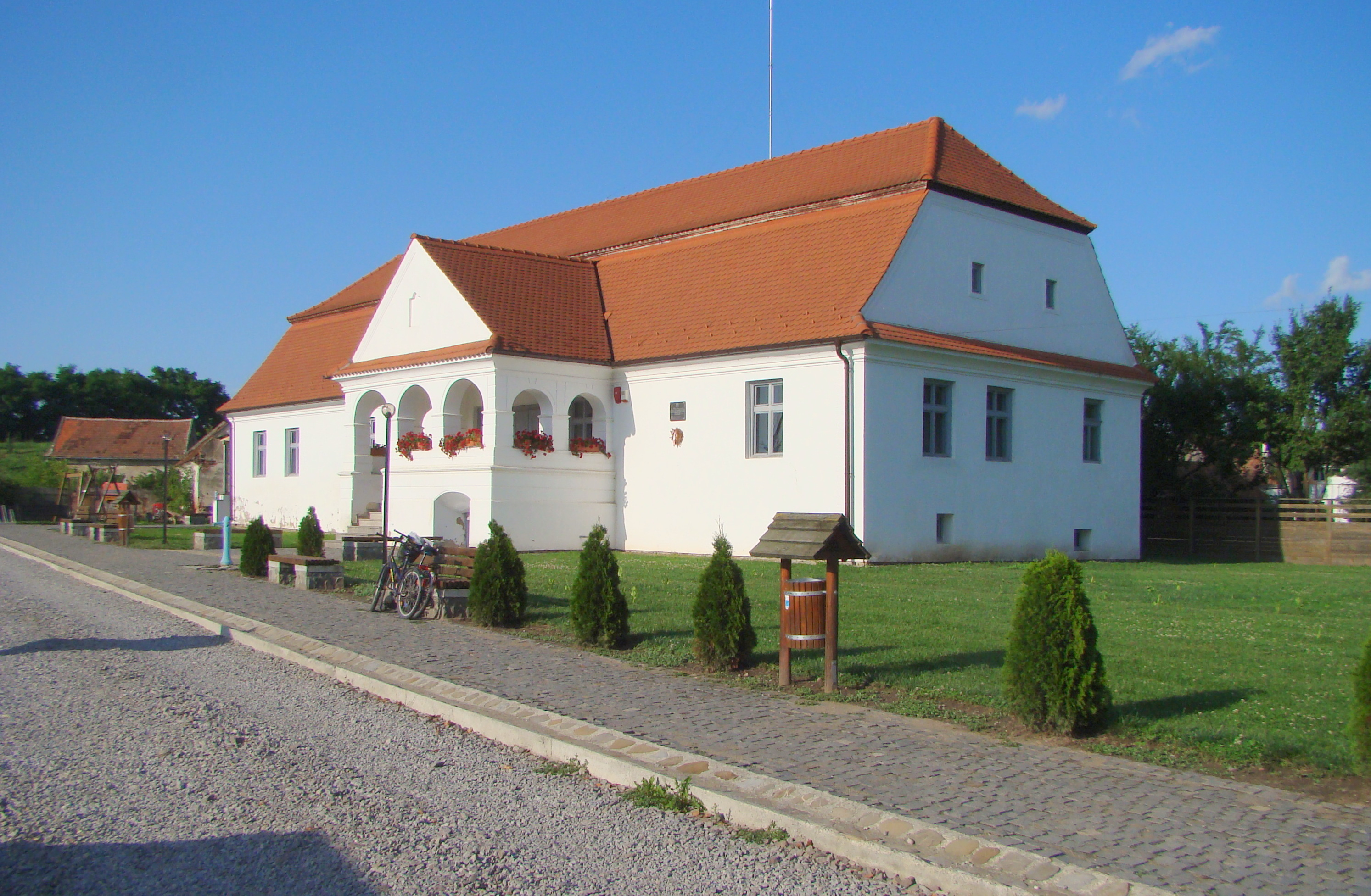
Conacul Antos (monument istoric)
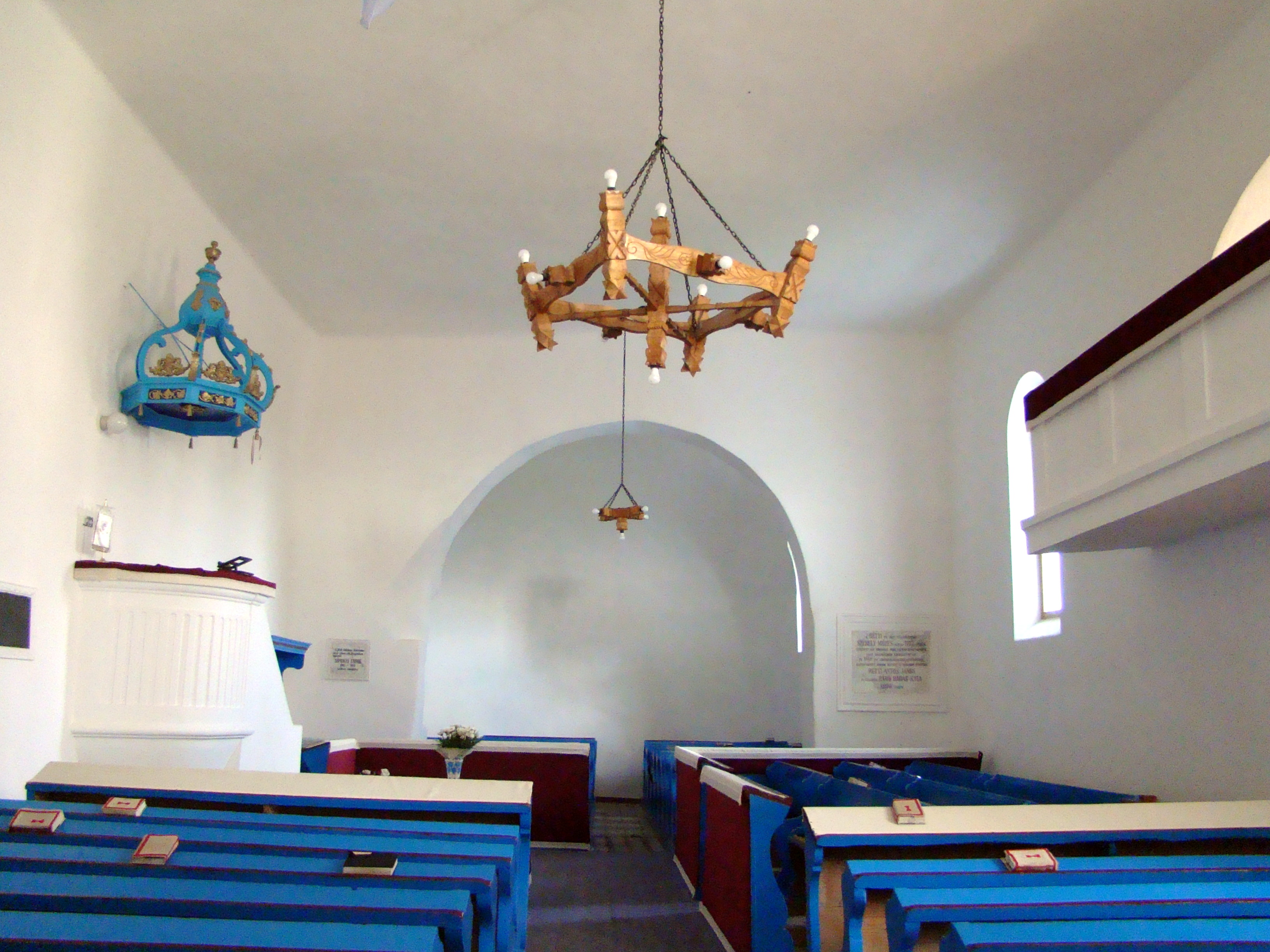
Biserica reformată (monument istoric)
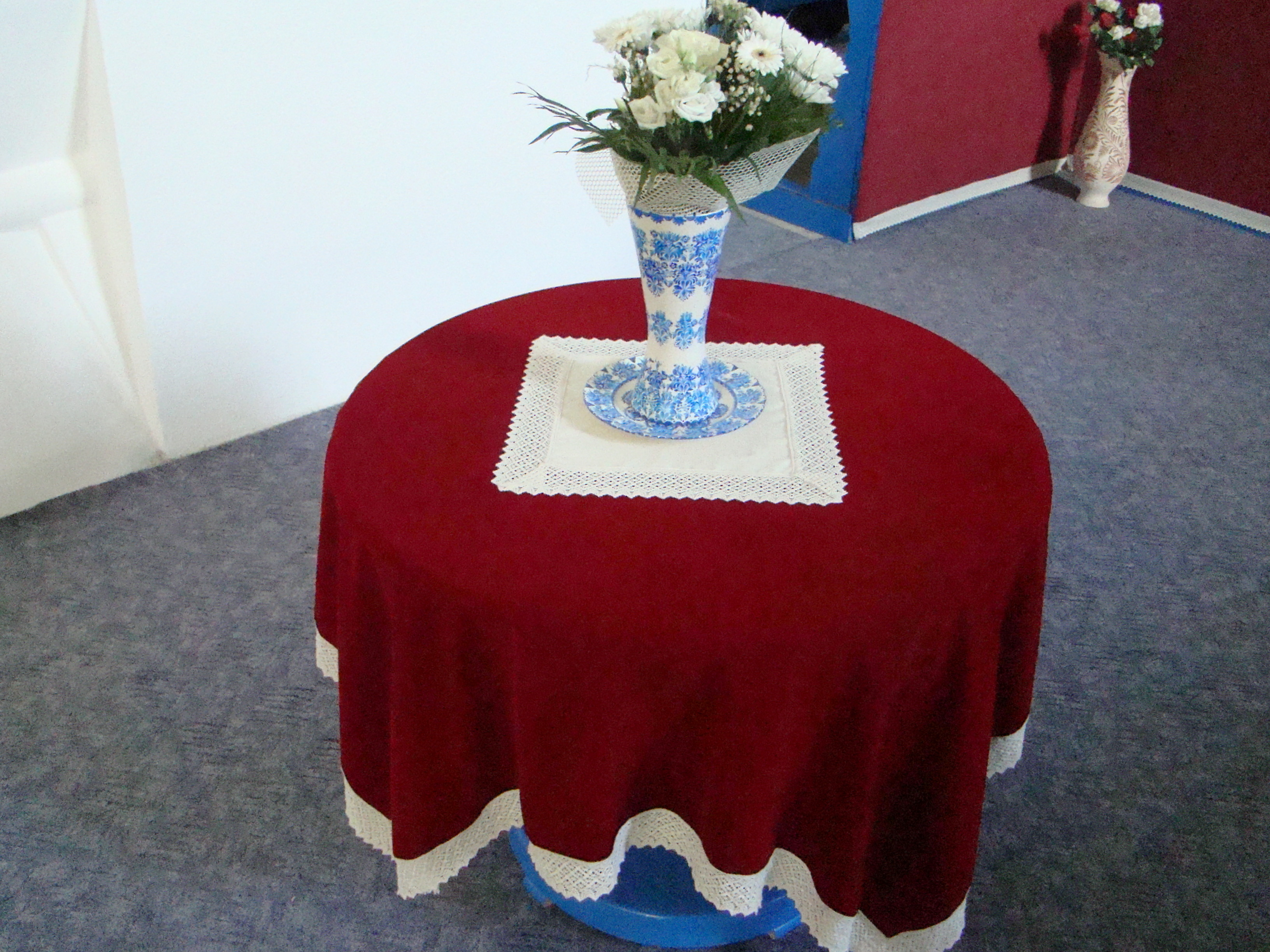
Masa Domnului
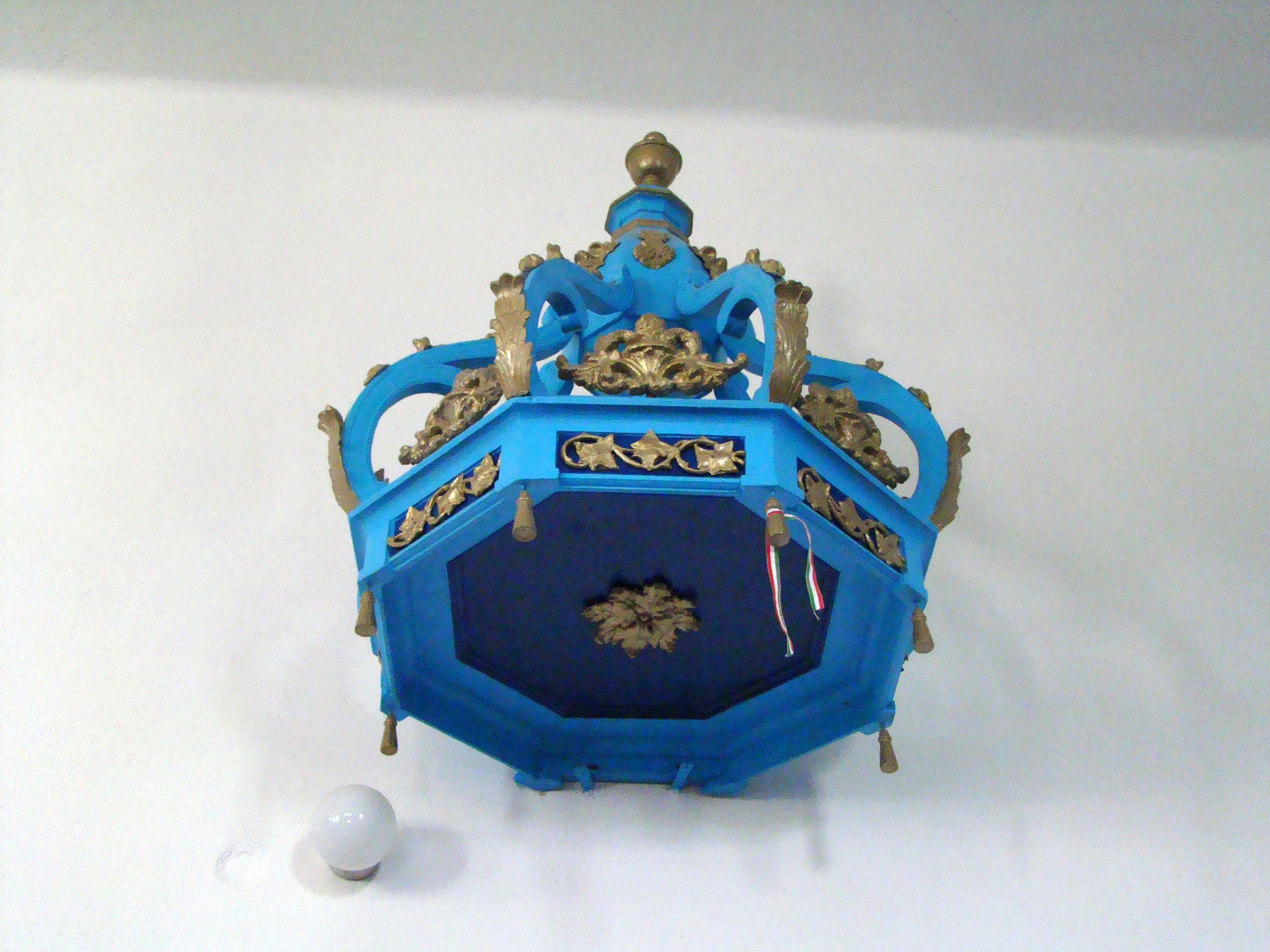
Coronamentul amvonului
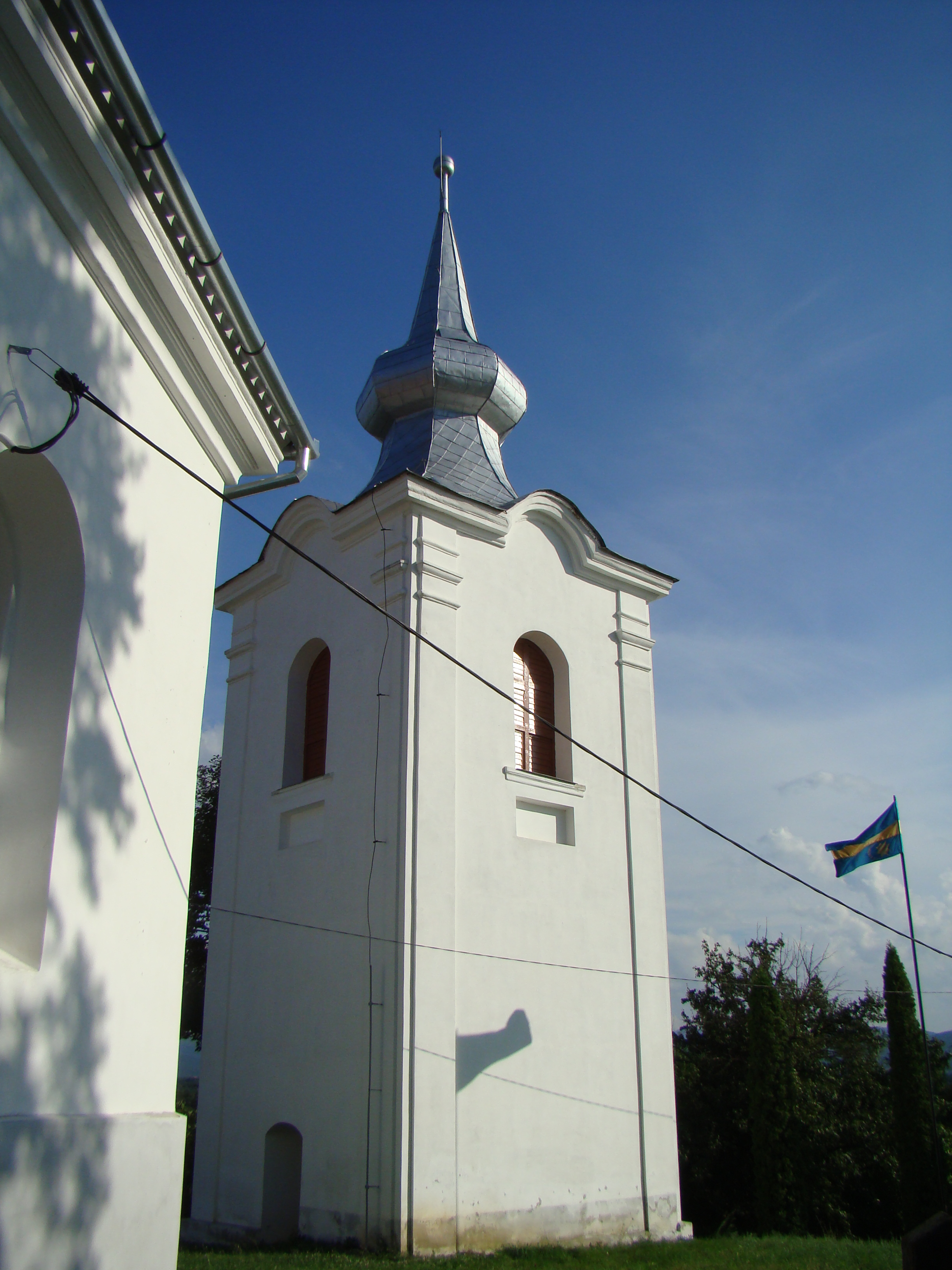
Turnul-clopotniță
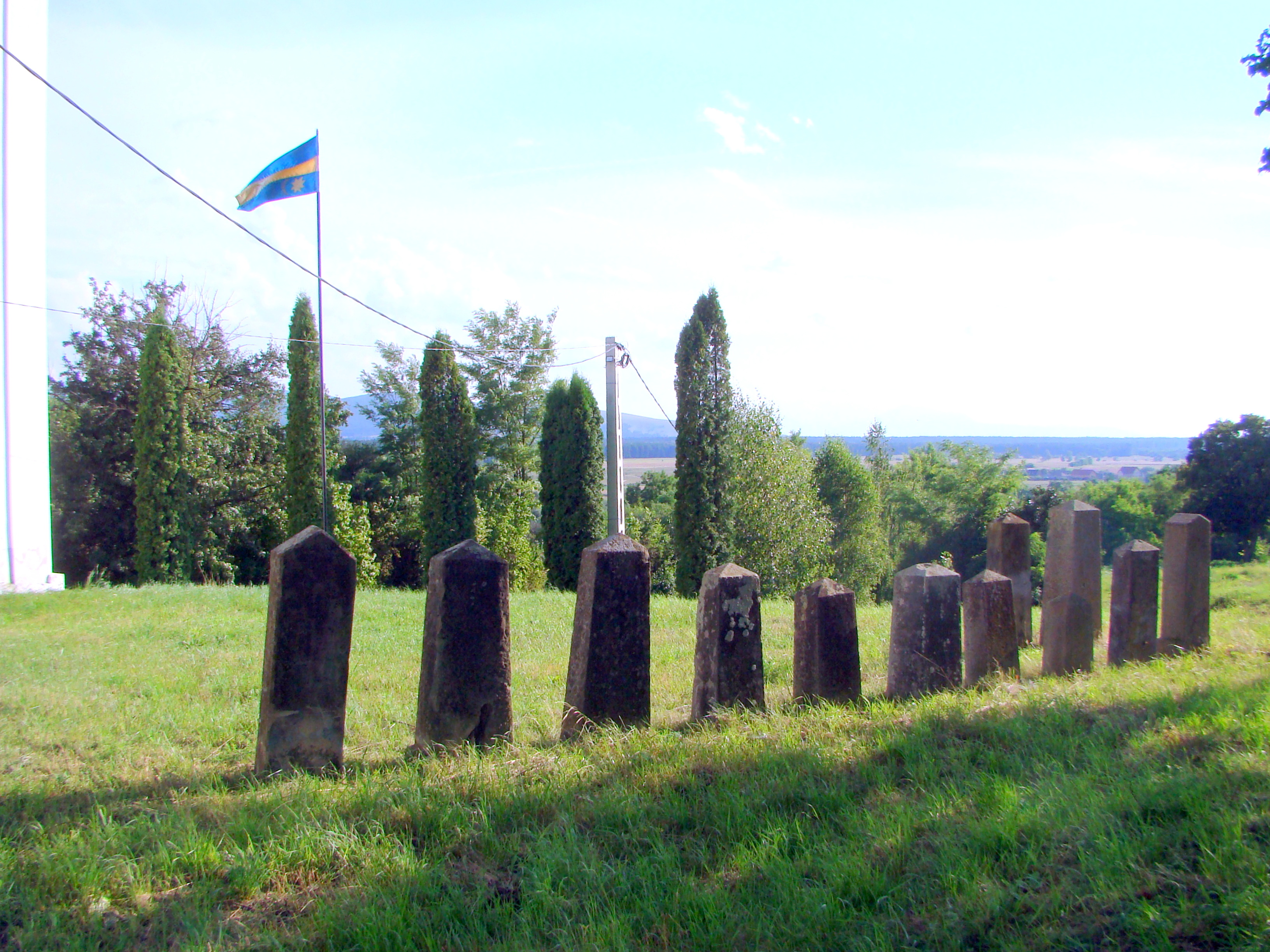
Pietre funerare vechi
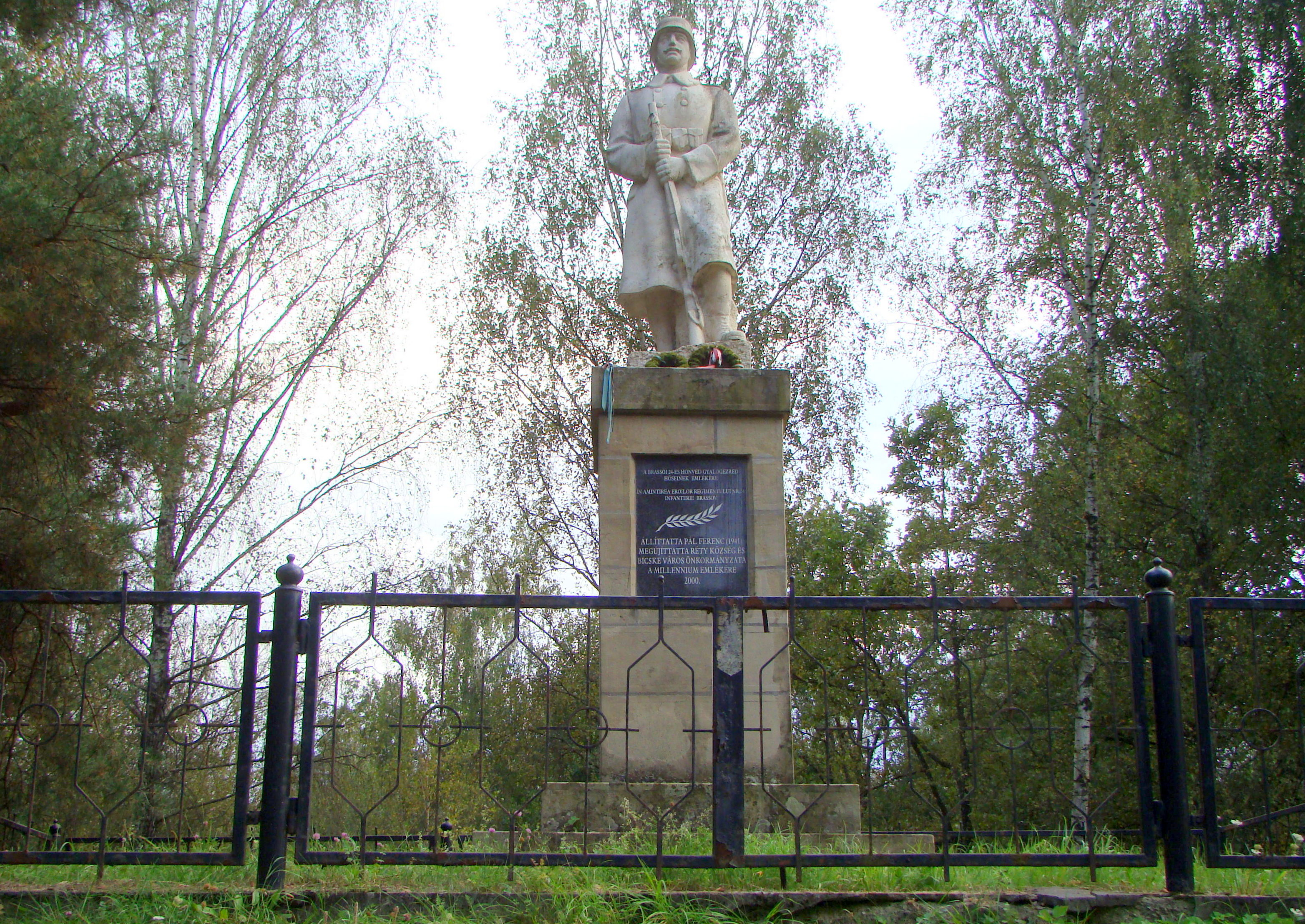
Monumentul ridicat în memoria eroilor Regimentului 24 infanterie Braşov